# Mednyánszky Ági
Mednyánszky Ági (Bécs, 1927. március 15. – Budapest, 2015. július 7.) Gobbi Hilda-díjas magyar színésznő, a Fővárosi Operettszínház örökös tagja. 1955-ben a Magyar Televízió első tévéadásaiban bemondónőként szerepelt. Országos népszerűségét többek között A Szabó család Icujaként érte el. Unokaöccse Balázs Péter színész.

## Élete
1933–tól az Operaházban volt balettnövendék. Pályáját táncosként kezdte a Kamara Varietében és a Moulin Rouge-ban. Alig 16 évesen kapta első filmfőszerepét a Heten, mint a gonoszok című vígjátékban 1943-ban. Gyors egymásutánban még három filmben játszott, a Makkhetesben, a Szováty Éva című filmben Karádi Katalin és Jávor Pál mellett, valamint a Tenger boszorkánya című magyar–bolgár koprodukciós filmben. Ez utóbbi forgatása a háborús események miatt félbeszakadt, a kópiáknak nyomuk veszett, soha nem került a mozikba.
1943-tól az Erzsébetvárosi és a Magyar Színházban kezdett prózai szerepeket alakítani. 1945–1949 között a Művész Színház, 1950–1958 között a Fővárosi Víg Színház színésze volt, amely nem azonos a mai Vígszínházzal. Ez utóbbi azokban az években a Magyar Néphadsereg Színháza néven működött. A Fővárosi Víg Színház a Lenin körút 31. sz. alatt működött, a mai Madách Színház épületében. Már ebben az időszakban rendszeresen vendégszerepelt a Fővárosi Operettszínházban, melynek 1958-ban tagja, 1992-ben örökös tagja lett. Főként szubrettszerepeket formált meg. Az 1950-es években a Magyar Rádió színtársulatának is tagja volt, évtizedeken át szerepelt hangjátékokban. Országszerte népszerű volt mint A Szabó család Icuja.
2015. július 23-án kísérték utolsó útjára a budapesti Farkasréti temetőben.

## Családja
A Mednyánszky család tagjaként született. Édesapja Mednyánszky Henrik, édesanyja Kőnig Mária, nővére Mednyánszky Henriette balettmester, aki Balázs János színművész felesége lett. Fiuk a szintén a színészi pályát választó Balázs Péter. 1944-ben Hidvéghy László műugróbajnokkal kötött házasságot, majd az ötvenes évek közepén elváltak. 1962 februárjában Martiny Lajos (1912–1985) zongorista, zeneszerző, karmester, dzsesszmuzsikus felesége lett.

## Színházi szerepei
A Színházi adattárban regisztrált bemutatóinak száma: 64; ugyanitt tizenkilenc színházi felvételen is látható.
- Eloise (Kesselring: Arzén és levendula)
- Dunya (Dosztojevszkij–Baty: Bűn és bűnhődés)
- Carla Schlumberger (Kálmán Imre: Cirkuszhercegnő)
- Stázi, Cecília (Kálmán Imre: Csárdáskirálynő)
- Emerita hercegnő (Szerb Antal: Ex)
- Emma (Jule Styne–Bob Merill–Isobel Lennart: Funny Girl)
- Bessy (Jacobi Viktor: Leányvásár)
- Illésházy Krisztina grófnő (Huszka Jenő: Lili bárónő)
- Juliette (Lehár Ferenc: Luxemburg grófja)
- Korláth Lotti grófnő (Szirmai Albert: Mágnás Miska)
- Bianca (William Shakespeare: A makrancos hölgy)
- Simonichné (Huszka Jenő: Mária főhadnagy)
- Bozena (Kálmán Imre: Marica grófnő)
- Frau Schmidt ( Richard Rodgers–Oscar Hammerstein: A muzsika hangja)
- Mrs. Higgins (Lerner–Loewe: My Fair Lady)
- Karolina (Csiky Gergely–Kardos–Fényes: A nagymama)
- Fejedelemasszony (Hervé: Nebáncsvirág)
- Gert Appleby (Kander–Ebb: Nercbanda 70, Girls, 70!)
- Mama (Hunyady Sándor–Bacsó Péter–Makk Károly: A vöröslámpás ház)
- Schulz úr mamája (Joe Masteroff–John Kander–Fred Ebb: Kabaré)
- Sára (Kállai István–Böhm György: Menyasszonytánc)
- Dietrich /Carmen/ (Neil Simon–Cy Coleman–Dorothy Fields: Sweet Charity /Szívem csücske/)
- Tündérlaki Boriska (Heltai Jenő–Innocent Vincze Ernő–Szirmai Albert: Tündérlaki lányok)

## Filmjei

### Játékfilmek
- Heten, mint a gonoszok (1942)
- Szováthy Éva (1943)
- Makkhetes (1944)
- Zöld, sárga, piros (1948)
- Tűz (1948)
- Déryné (1951)
- 2×2 néha 5 (1954)
- Bolond április (1957)
- Játék a szerelemmel (1959)
- Sorompó (1959)
- Puskák és galambok (1961)
- Szemüvegesek (1969)
- Tűzoltó utca 25. (1973)
- De kik azok a Lumnitzer nővérek? (2006)
- Konyec – Az utolsó csekk a pohárban (2007)

### Tévéfilmek
- A mi kis családunk…
- Lili (1989)
- A regény

## Rádió

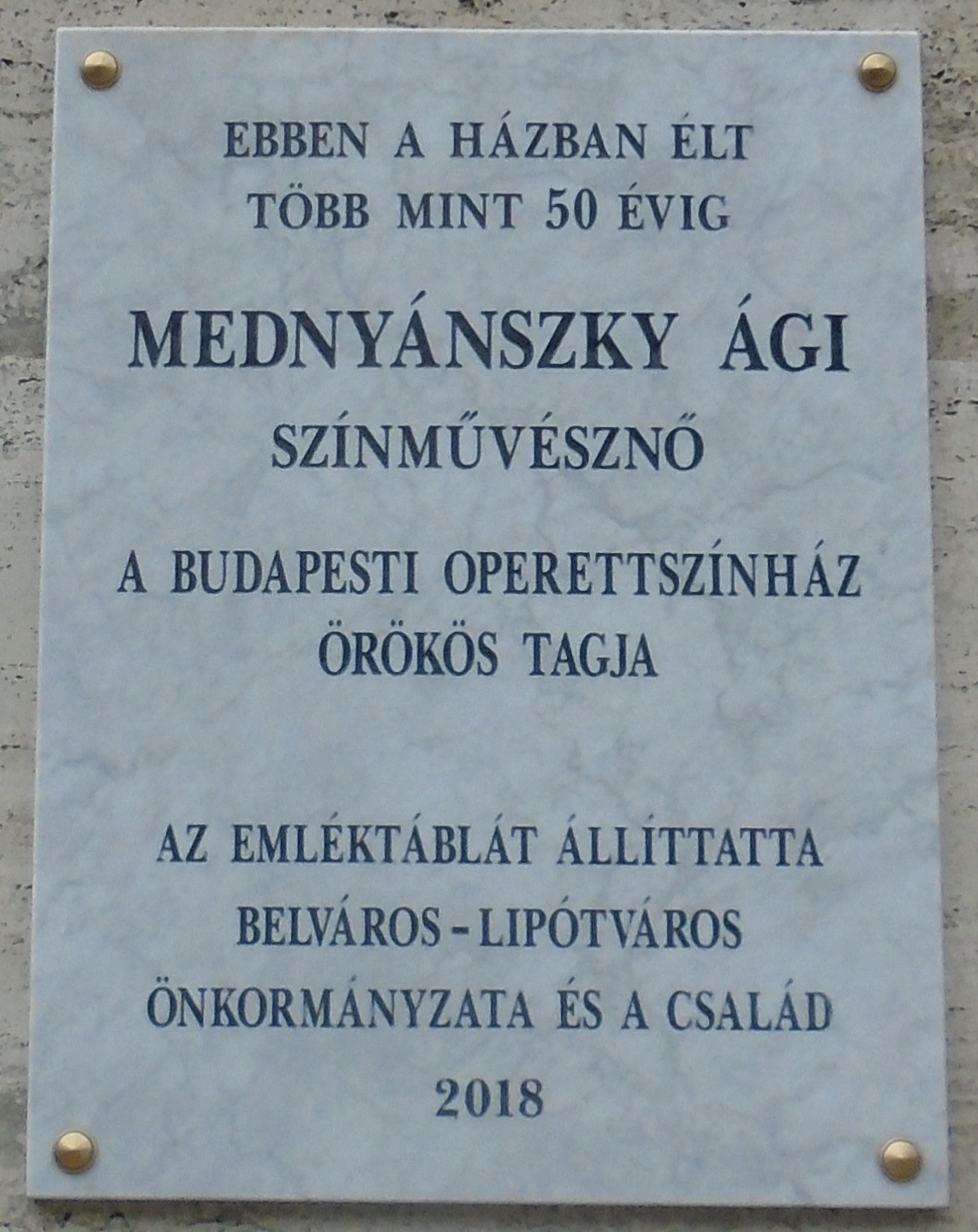
Emléktáblája Budapest V. kerületében

- A Szabó család (1963–2007)

## Szinkronszerepei
- Bor és hatalom: Mercè Aymerich – Montserrat Salvador
- Öreglányok: Rose Martin Lindstrom Nylund – Betty White
- Maffiózók: Livia Soprano – Nancy Marchand
- Édesek és mostohák: Lady Cumnor – Barbara Leigh-Hunt
- Marple: Miss Marple – Geraldine McEwan

## Díjai
- Bársony Rózsi-gyűrű (1988)
- Gobbi Hilda-díj (2002)
- Magyar Operett Életműdíja (2004)